# Estadi Santiago Bernabéu
L'Estadi Santiago Bernabéu és un estadi de futbol propietat del Reial Madrid CF situat al districte de Chamartín, al nord de la capital d'Espanya. La UEFA li ha atorgat la consideració d'estadi d'elit, màxim distintiu donat per l'organisme europeu. Aquest distintiu permet jugar-hi les grans finals europees, com la final de la Lliga de Campions o la final de l'Eurocopa de Futbol. Té un aforament màxim de 78.297 espectadors amb seient.

## Història
L'estadi es va inaugurar el dia 14 de desembre de 1947 en un partit entre el Reial Madrid i el CF Os Belenenses de Portugal, amb el nom de Nou Estadi Chamartín. La capacitat de l'estadi era de 75.145 espectadors, 27.645 asseguts i la resta drets.
El dia 11 de gener de 1948, en una visita al Bernabéu, el club tarragoní Gimnàstic de Tarragona, popularment conegut com a Nàstic, aconsegueix un resultat favorable: 1-3. El Nàstic entrava a la història del club blanc com el primer equip a guanyar al Santiago Bernabéu i, a més, va esdevenir l'únic equip que fins avui, ha sortit victoriós de la seva primera visita al coliseu blanc.

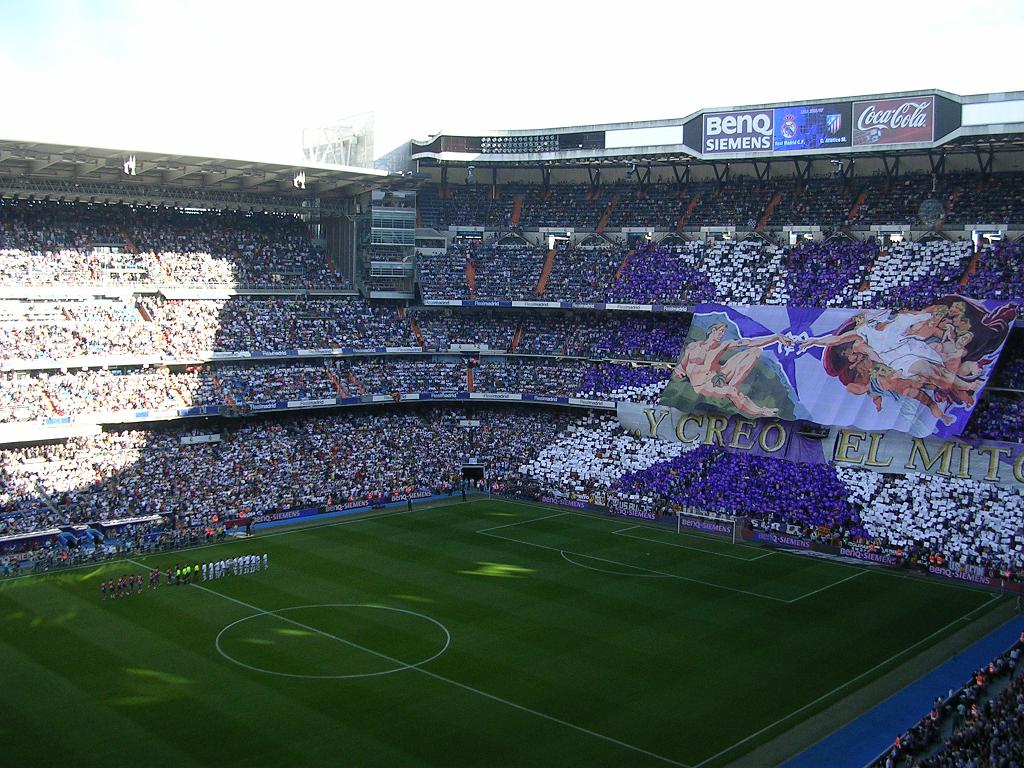
Aspecte del Bernabéu durant un Reial Madrid-Atlètic de Madrid en la temporada 2006-2007.

El 19 de juny de 1954 se'n va inaugurar la primera ampliació, augmentant-ne la capacitat fins a 125.000 espectadors, tot creant l'estadi més gran d'Europa.
El 4 de gener de 1955 se'n va canviar el nom a l'actual Santiago Bernabéu en honor del seu president.
Atès que el 1982 Espanya acollia la Copa del Món de futbol, es va tornar a remodelar l'estadi, millorant-ne els accessos i la comoditat de les localitats, amb una inversió de 704 milions de pessetes.
La capacitat de l'estadi es va reduir de 125.000 a 90.800 espectadors.
A finals dels anys 80, la UEFA va aplicar noves normes de seguretat als estadis, suprimint les localitats que no tenien seient i creant més accessos. Aquest fet va provocar una nova remodelació amb un cost final de més de 5 mil milions de pessetes sense cap ajut institucional.
Les obres van finalitzar el 1998, i el dotaren d'una capacitat final de 75.328 espectadors.
Amb l'arribada del president Florentino Pérez, es va millorar el confort i la qualitat de l'estadi, invertint-hi 127 milions d'euros durant cinc anys. L'actual aforament és de 81.044 espectadors.

## Referències

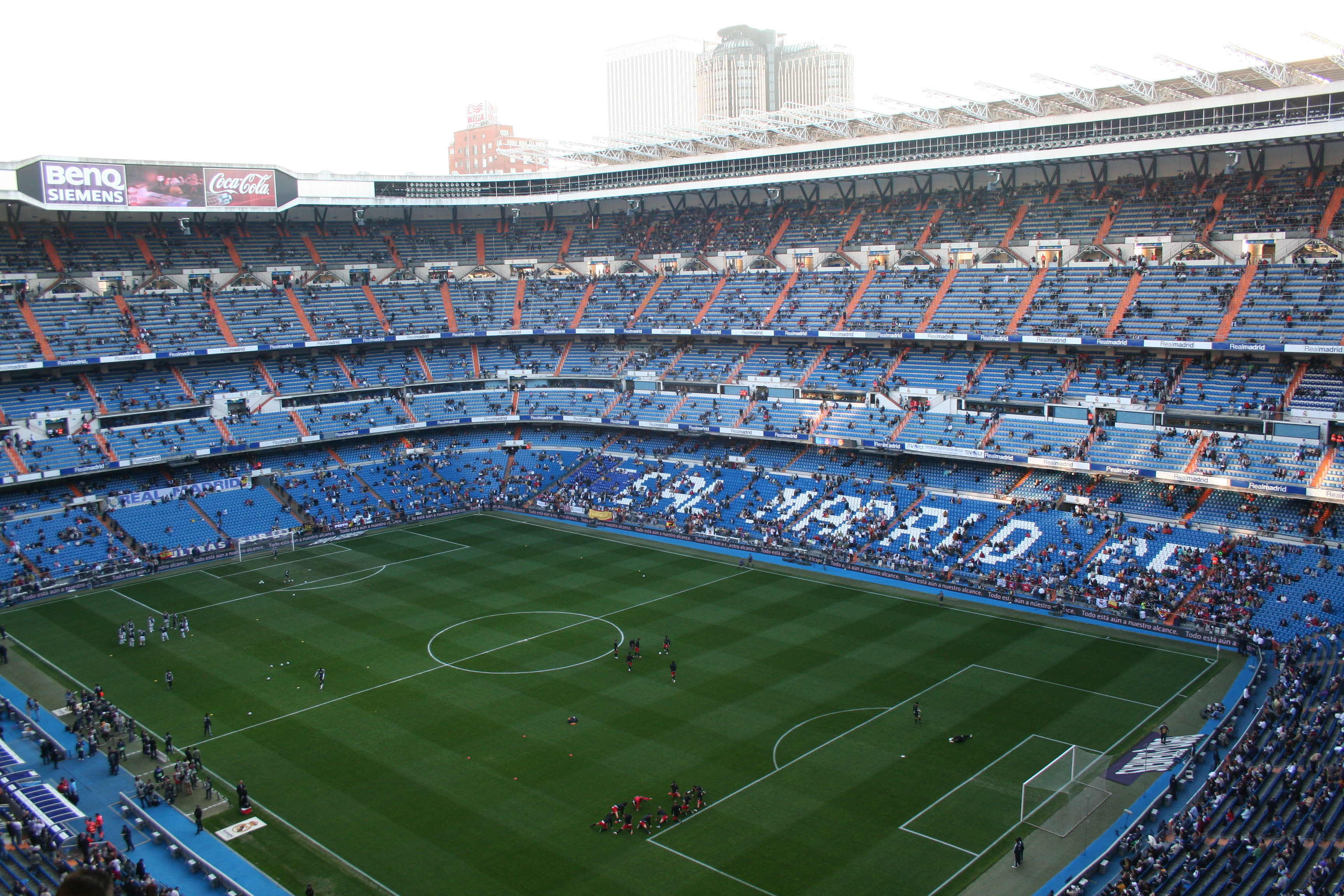
Estadi Santiago Bernabéu